# I. tehnička škola Tesla
I. tehnička škola Tesla srednja je strukovna škola u Zagrebu s dva strukovna smjera na kojem se obrazuju budući strojarski tehničari i elektrotehničari.

## Povijest

### Prije I. svjetskog rata
Već 1882. godine postavljeni su temelji zagrebačkog stručnog školstva, te je iste godine u Zagrebu osnovana Obrtna škola pri Muzeju za umjetnost i obrt. Prva takva škola osnovana je u Engleskoj 1851., a u Zagrebu otvara svoja vrata čak 31 godinu poslije. Pri samom osnutku obrtna škola je imala 4 odjela: građevinsko obrtni, mehaničko obrtni, umjetničko obrtni i kemijsko obrtni. Građevna stručna škola se osniva 1897. kao zasebna jedinica u okviru Obrtne škole i zapravo samim time započinje razdvajanje Obrtne škole, koja je usmjerena prvenstveno umjetničkom oblikovanju proizvoda, od Tehničke škole koja je usmjerena na obrazovanje stručnih kadrova potrebnih u industrijskoj proizvodnji.

### Između dva svjetska rata
Proces je tijekom idućih desetljeća doveo do osnivanja Srednje tehničke škole (proizašle iz dotadašnje Građevinske škole) i Više tehničke škole kao zasebne i novoosnovane obrazovne ustanove. S druge strane taj isti proces doveo je Obrtnu školu do Više škole za umjetnost, zatim do Akademije za umjetnost i obrt te na kraju do Akademije likovnih umjetnosti. Srednja tehnička škola bilježi u međuratnim godinama dinamičan programski razvoj. Na početku, 1920. godine ona je bila škola za građevinsko obrtne poslovođe, da bi se 1923. godine obogatila Školom za strojarske poslovođe, 1928. godine geometarskim odjelom i 1931. godine Večernjom škole za elektromontere. Iste se godine osniva strojarski odjel, a 1937. godine elektrotehnički odjel pri školi. Nastojanja škole da udovolji rastućim potrebama industrije nisu bila praćena razumijevanjem vlasti i škola radi na skučenom prostoru u nehigijenskim prostorijama. Arhivski izvještaji pokazuju npr. da je 1939. godine zbog skučenih mogućnosti nastave bilo odbijeno čak 200 odličnih i vrlo dobrih učenika (bilo je mjesta samo za 160, a primalo se 280 učenika), te da je znatan broj učenika obolijevao od tuberkuloze. Postavljen je zahtjev da se izgradi nova školska zgrada, ali Drugi svjetski rat prekida sve napore u tom smjeru. U teškim ratnim uvjetima Tehničku školu je završilo vrlo malo učenika.

### Poslije II. svjetskog rata
Nakon završetka rata potrebe za obrazovanjem stručnih kadrova se umnogostručuju. Škola dobiva velike zadatke, a i novi status. Dana 1. prosinca 1946. godine postaje Savezna tehnička škola i prima u svoje odjele čak 1096 polaznika iz raznih jugoslavenskih republika. Iduće godine rješava se i pitanje prostora dovršenjem zgrade u Klaićevoj 7.
Prvih je godina školovanje u saveznoj školi trajalo samo tri godine zbog hitne potrebe za stručnjacima u ratom opustošenoj zemlji. Tako je prva upisana generacija završila školovanje 1949. godine. Međutim, programska raznorodnost Savezne tehničke škole dovodi do njenog ukidanja, a od pojedinih odjela osnivaju se posebne tehničke škole:
- arhitektonsko-građevinski odjel postaje samostalna škola pod nazivom Tehnička škola
- geodetski odjel postaje Geometarski praktikum
- strojarski, elektrotehnički i kemijski odjel postaju Tehnička škola industrijskog smjera

U tim je poratnim godinama gospodarski razvoj bio ubrzan i dinamiku razvoja pratila je i potreba za stručnim kadrovima što znači i za obrazovanjem tih kadrova. Sve se to odražavalo na transformaciji obrazovnih ustanova, kako u smislu uvođenja novih programa tako i u smislu pronalaženja novih organizacijskih oblika obrazovanja stručnjaka potrebnih u danom trenutku. Time se objašnjavaju mnoge organizacijske i sadržajne transformacije kroz koje su prošle tehničke škole nastale 1948. godine od Savezne tehničke škole.

#### Utemeljenje
- 1952. godine Tehnička industrijska škola prerasta u Tehničku školu iz koje se 1960. godine izdvaja Kemijski odjel kao zasebna odgojno-obrazovna ustanova.
- 1960. godine dijeli se elektrotehnički odjel Tehničke škole na odjel jake i slabe struje.
- 1961. godine na Tehničkoj školi počinje školovanje odraslih za strojarske tehničare i elektrotehničare jake struje.
- 1962. godine uvodi se izvanredno obrazovanje za one kandidate koji žele nastaviti školovanje ali nemaju uvjeta za redovno pohađanje nastave čak ni u večernjim satima.
- 1965. godine iz matične zgrade u Klaićevoj 7 seli Kemijski školski centar. Kako je Građevinski školski centar to učinio još 1963. godine na ovoj lokaciji ostaje samo Tehnička škola u čijem su sastavu strojarski odjel i elektrotehnički odjel jake i slabe struje.
- 1966. godine osnovana je opća srednja škola kao eksperimentalna škola strojarskog i elektro usmjerenja.
- 1966. godine je Tehnička škola, odlukom Skupštine grada od 18. ožujka prerasla u Školski centar za strojarstvo i elektrotehniku.
- 1969. godine Školskom centru se pripaja škola s praktičnom obukom "Joža Vlahović" a isto tako i njezine večernje škole.
- 1970. godine u Centru se otvara škola za industrijske poslovođe kao pokušaj da se praktičnim programima proširi krug kvalificiranog kadra potrebnog u doba industrijskog razvoja.
- 1978. godine Centar za strojarstvo i elektrotehniku mijenja ime u Obrazovni centar za automatiku, energetiku i procesnu tehniku, a iste godine se spaja sa Školskim centrom elektroprivrede.
- 1979. godine je nazivu centra dodano i ime Nikole Tesle, jednog od najistaknutijih imena u povijesti elektrotehnike. Iste se godine u Centar uključuje Studij pogonskih inženjera strojarstva i elektrotehnike pogonsko-remontnog smjera iz Školskog centra zračnog saobraćaja. Time ovaj Centar dobiva status visokoškolske ustanove u kojoj se stječe srednje i više obrazovanje od III. do IV. stupnja.
- 1980-tih godina reforma odgoja i obrazovanja zahvaća i programsku strukturu srednje školskih centara. U tim je previranjima Centar "Nikola Tesla" pretrpio vjerojatno najznačajnije transformacije.

### Neovisna Hrvatska
- 1991. godine od Centra "Nikola Tesla" nastaju Elektrostrojarska tehnička škola i X. gimnazija „Ivan Supek”.
- 1996. godine Elektrostrojarska tehnička škola mijenja ime u I. tehnička škola da bi se zauvijek znalo tko je od tehničkih škola utemeljen prvi.
- 2001. godine I. tehnička škola mijenja ime u I. tehnička škola Tesla i to ne bez razloga, jer: "Titan među znanstvenicima, Nikola Tesla izumio je elektromotor na izmjeničnu struju i tako oslobodio uspavanog diva električne energije. Ukrotio je divlju snagu Nijagarinih slapova te izumio telefonsko pojačalo, lučnu svjetiljku, Teslin svitak – transformator. Od 212 službeno priznatih Teslinih izuma, njih 110 danas se široko primjenjuje."

Učenici i djelatnici I. tehničke škole Tesla, postavili su 18. lipnja 2007. godine, u predvorju I. tehničke škole Tesla, poprsje Nikole Tesle.
Odlikovanje Predsjednika Republike Stjepana Mesića dodijeljeno 2007. godine I. tehničkoj školi Tesla za inovaciju "Teslina ruka" bio je veliki poticaj za stvaralački rad učenika.
Školske godine 2019./2020. je, unatoč štrajku prosvjetara, pandemiji koronavirusa i potresu u Zagrebu u potpunosti obnovljena unutrašnjost i okoliš škole.

## Tesla danas
Danas I. tehnička škola Tesla ima ukupno 1059 učenika, od čega desetak djevojaka, podijeljenih u 40 razrednih odjela i to 32 razredna odjela elektrotehničke struke i 8 razrednih odjela strojarske struke. Radi se u dvije smjene. Nastavnički zbor čini 90 nastavnika, a zaposleno je ukupno 115 djelatnika. Škola također provodi i programe obrazovanja odraslih.
Ukupni prostor I. tehničke škole Tesla iznosi oko 8000 m2 unutar kojeg otpada na:
- učionice 1600 m2
- radionički prostor 2500 m2
- laboratorijski prostor 500 m2
- kabinetski prostor 250 m2
- specijalizirane učionice 200 m2
- praktikum 100 m2
- dvorana za tjelovježbu 500 m2

U školi se također nalazi kutak mira za učenike (Klub Učenika Tesla -KUT) u kojem učenici mogu imati svoj mir, družiti se i zaigrati stolni tenis.
Škola od 2020. godine izdaje godišnjak Teslaš, a prethodno je od 2015. izdavala godišnjak Retroviziju.

### Elektrotehničari
Elektrotehnički dio sastoji od 32 se razredna odjela i najzastupljeniji je program u školi koji kroz široku ponudu izvannastavnih aktivnosti i kvalitetan nastavni program već generacijama odgaja učenike koji se po završetku škole najčešće upisuju na fakultete ili koji kao tehničari bivaju ključan čimbenik u svom profesionalnom okruženju. Učenici kroz nastavu stječu teoretska znanja koja primjenjuju na laboratorijskim vježbama na kojima rade s mikrokontrolerima, robotima i brojnim drugim suvremenim uređajima. U svoje četiri nastavne godine prolaze put od osnova elektrotehnike pa sve do programiranja i upravljanja robotima, mikrokontrolerima i 3D printerima.

### Strojarski tehničari
Strojarski dio je manji i sastoji se od 8 razreda. Učenici stječu znanja i vještine kroz nastavu u školi. Program strojarskog tehničara učenicima daje izvanredna praktična iskustva u bogato opremljenim laboratorijima, ali i kvalitetnu teoretsku podlogu bez koje bi rad na modernim strojevima bio nemoguć. Nakon školovanja, učenici su kompetentni za rad u modernom proizvodno-poslovnom okruženju, ali nerijetko nastavljaju školovanje na tehničkim fakultetima i visokim učilištima. Strojarski tehničari stječu brojne kompetencije. 3D modeliranje i simulacija u vodećim svjetskim softverima CATIA i SolidWorks te proizvodnja na CNC strojevima i 3D printerima samo su dio vještina koje stječu učenici kroz četiri nastavne godine.

## Poznati učenici i djelatnici
- Ana Titlić, radila kao profesorica tjelesne kulture
- ing. techn. inf. Viktor Šimunić[3], gradonačelnik Oroslavja

## Vanjske poveznice
- Službene stranice